# Michaił Mieszczeriakow
Michaił Michajłowicz Mieszczeriakow (ros. Михаил Михайлович Мещеряков, ur. 8 listopada?/20 listopada 1896 w Taganrogu, zm. 13 maja 1970 w Moskwie) – radziecki generał major, Bohater Związku Radzieckiego (1944).

## Życiorys
W 1907 skończył szkołę, od października 1915 służył w rosyjskiej armii, w 1916 został podoficerem, od stycznia do listopada 1916 dowodził plutonem 550 pułku piechoty na Froncie Północnym. Był trzykrotnie ranny, został odznaczony Krzyżem św. Jerzego, od stycznia 1917 służył w 1 zapasowym pułku moździerzy w Oranienbaumie. Jako członek komitetu pułkowego brał udział w rewolucji lutowej, w lipcu 1917 został przewodniczącym komitetu kompanijnego, potem batalionowego, pułkowego, dywizyjnego i korpusowego, a od października 1917 komisarzem 37 Korpusu Armijnego na Froncie Północnym. Od marca 1918 służył w Armii Czerwonej, od kwietnia do sierpnia 1918 był pomocnikiem dowódcy kompanii moździerzy Komunistycznego Pułku Specjalnego Przeznaczenia, w lipcu 1918 brał udział w likwidacji powstania lewicowych eserowców, 1918–1919 wykładał na kursach wojskowych w Moskwie. W 1919 uczestniczył w wojnie domowej, m.in. w obronie Piotrogrodu, na początku 1920 walczył na Kaukazie przeciwko siłom W. Pokrowskiego. Po wojnie wykładał na kursach wojskowych w Majkopie, w 1923 na kursach w Rostowie nad Donem, 1923-1925 był instruktorem przy komisariacie wojskowym w Taganrogu, w maju 1925 został zdemobilizowany. Później pracował w Moskwie, gdzie w 1932 ukończył wieczorowy rabfak (fakultet robotniczy), a w 1937 Moskiewski Instytut Filozofii, Literatury i Historii, później wykładał filozofię i podstawy marksizmu-leninizmu w Moskiewskim Instytucie Lotniczym i Moskiewskim Instytucie Kultury Fizycznej.
W lipcu 1941 ponownie powołany do armii, brał udział w wojnie z Niemcami, w sierpniu 1941 został dowódcą batalionu 1010 pułku piechoty na Froncie Centralnym, uczestniczył w walkach obronnych na Białorusi, 25 sierpnia 1941 został ciężko ranny w rejonie Dobrusza. Od listopada 1941 do lutego 1942 był komendantem Woroneża, we wrześniu 1942 ukończył kursy doskonalenia dowódców pułków, od września 1942 do maja 1944 dowodził 971 pułkiem piechoty, a od czerwca do grudnia 1944 136 Dywizją Piechoty. Walczył na Froncie Stalingradzkim, Zachodnim, Briańskim, Białoruskim, 1 Ukraińskim i 2 Białoruskim, brał udział w bitwie pod Stalingradem, operacji orłowskiej, operacji homelsko-rzeczyckiej i lwowsko-sandomierskiej, 29 września 1942 został ranny. Wyróżnił się podczas operacji lwowsko-sandomierskiej, umiejętnie organizując przełamanie obrony przeciwnika w rejonie horochowskim, 18 lipca 1944 dowodzona przez niego dywizja sforsowała Bug. Od stycznia do marca 1945 był zastępcą dowódcy 120 gwardyjskiej dywizji piechoty, a od marca do maja 1945 zastępcą dowódcy 41 Korpusu Piechoty, walczył na 2, 3 i 1 Froncie Białoruskim, uczestniczył w operacji wschodniopruskiej i berlińskiej. Później do sierpnia 1946 był zastępcą dowódcy 120 gwardyjskiej dywizji piechoty w Białoruskim Okręgu Wojskowym, 1946-1947 specjalnym korespondentem pisma „Wojennyj Wiestnik”, od kwietnia 1947 do lipca 1950 był wojskowym doradcą przy naczelniku szkoły wojskowej Suche Batora w Ułan Bator (Mongolia), a po powrocie do ZSRR, 1950-1958 był naczelnikiem szkoły wojskowej. W maju 1958 zakończył służbę wojskową. Został pochowany na Cmentarzu Wagańkowskim.

## Awanse
- kapitan (25 listopada 1941)
- major (3 października 1942)
- podpułkownik (26 lutego 1943)
- pułkownik (22 lutego 1944)
- generał major (31 maja 1954)

## Odznaczenia
- Złota Gwiazda Bohatera Związku Radzieckiego (23 września 1944)
- Order Lenina (23 września 1944)
- Order Czerwonego Sztandaru (czterokrotnie, 15 stycznia 1943, 15 lutego 1945, 31 maja 1945 i 30 grudnia 1956)
- Order Aleksandra Newskiego (6 lutego 1943)
- Order Czerwonej Gwiazdy (19 listopada 1951)
- Krzyż Zasługi Wojskowego Orderu Świętego Jerzego I klasy
- Krzyż Zasługi Wojskowego Orderu Świętego Jerzego II klasy
- Krzyż Zasługi Wojskowego Orderu Świętego Jerzego III klasy
- Krzyż Zasługi Wojskowego Orderu Świętego Jerzego IV klasy
- Medal „Za zasługi bojowe” (dwukrotnie, 6 maja 1946 i 28 października 1967)
- Medal „Za obronę Moskwy”
- Medal „Za obronę Stalingradu”
- Medal „Za zwycięstwo nad Niemcami w Wielkiej Wojnie Ojczyźnianej 1941–1945”
- Medal „Za wyzwolenie Warszawy”
- Medal „Za zdobycie Królewca”
- Medal „Za zdobycie Berlina”
- Legia Zasługi (USA, 8 czerwca 1945)

I inne.